# Al-Ruways
Al Ruways var en palestinsk by på en bergig kulle 17 km sydost om Acre i Palestina. Byn var en kvadratkilometer stor och hade en befolkning på 330 personer vilka fördrevs av judiskt bombardemang 18 juli 1948. 
Al Ruways var bland korsfararna känt vid namnet Careblier. 1266 skedde ett Mamluk-bakhåll mot korsfararna på platsen. Enligt traditionen ska byborna ha blodsband till Hussam ad-Din Abu al-Hija, en högt rankad officer i Saladins styrkor.
Sent 1800-tal bestod byn av ett öppet landskap med olivträd växande i dess norr del. Befolkningen på 400 människor var muslimer. Under brittiska Palestinamandatet var byn en av de minsta i distriktet Akka, två kvarter stort med 217 invånare. Byn hade en moské och bybarnen gick i en närbelägen skola. Invånarna fick sitt vatten från grävda brunnar och levde i huvudsak på jordbruk. De odlade bland annat vete, korn, majs, sesam, vattenmeloner och oliver. 1945 hade byn en befolkning på 330 människor.
Den 18 juli 1948, två dagar efter att kristna Nasaret ockuperats av Israels 7:e brigad i Operation Dekel, avancerade några av styrkorna in i västra Galiléen och intog ett antal palestinska byar, varav Al Ruways var en. Byborna flydde efter bombardemang riktat mot byn och närliggande byar. Enligt den palestinska historikern Walid Khalidi som besökte lämningarna av byn 1992 är "platsen övergiven. Resterna av gamla brunnar och betongtak är spridda över platsen, vilken i övrigt i huvudsak täcks av eukalyptusskog och kaktusar."